# Minh Hiếu Tông
Minh Hiếu Tông (chữ Hán: 明孝宗, 30 tháng 7, 1470 – 8 tháng 6, 1505), là vị Hoàng đế thứ 10 của triều đại nhà Minh trong lịch sử Trung Quốc. Ông trị vì 18 năm từ 1487 đến 1505, niên hiệu Hoằng Trị (弘治), nên cũng gọi là Hoằng Trị Đế (弘治帝).
Các sử gia đã ghi nhận thời kỳ này là Hoằng Trị trung hưng (弘治中兴) và xem ông là một trong những vị Hoàng đế đáng khen của nhà Minh, thậm chí được so sánh với các bậc tiên đế như Minh Thái Tổ và Minh Thành Tổ. Là một nhà cai trị siêng năng, ông điều hành chính sự theo đường lối Nho giáo, đẩy mạnh giảm hoặc bãi bỏ thuế má, tiết kiệm quốc khố triều đình, đồng thời chú trọng bổ nhiệm những quan lại có năng lực để quản lí các bộ. Nhờ đó, nạn tham nhũng của bộ máy quan liêu, cùng các vấn đề tiêu cực liên quan đến hoạn quan đều được cải thiện, và sự thịnh trị của Đại Minh vẫn tiếp tục được duy trì.

## Thời trẻ

Minh Hiếu Tông Hoằng Trị hoàng đế Chu Hựu Đường

Hiếu Tông tên thật là Chu Hựu Đường (朱祐樘), sinh vào ngày 30 tháng 7 năm 1470, là con trai thứ ba của Minh Hiến Tông Chu Kiến Thâm. Mẹ ông là Hiếu Mục Hoàng hậu Kỷ thị, một cung phi nguyên là người Dao xuất thân hàn vi sống ở Hoa Nam, bị quân triều đình bắt đưa về kinh đô từ chiến dịch trấn áp các bộ tộc thiểu số ở Quảng Tây, phong hiệu bấy giờ là Thục phi (淑妃). Trước đó, Hiến Tông đã có con trai với Vạn Quý phi và Đoan Thuận Hiền phi Bách thị nhưng cả hai đều chết sớm. Vì vậy nên Chu Hựu Đường là con trai lớn nhất của Hiến Tông.
Theo "Minh sử: Hiếu Tông bản kỷ", Chu Hựu Đường sinh vào tháng 7 năm Thành Hóa thứ 6, lúc ấy vì Vạn Quý phi đang được sủng ái, uy thế đang rất lớn, nên không ai dám báo tin này lên hoàng đế. Sang năm sau khi Điệu Cung thái tử chết thì Hiến Tông mới biết đến hoàng tử Hựu Đường, nên ông quyết định gửi gắm cho Chu thái hậu nuôi. Tháng 6 năm 1475, Thục phi Kỷ thị mắc bạo bệnh qua đời. Tháng 11 cùng năm Chu Hựu Đường được lập làm Hoàng thái tử.
Chu Hựu Đường thừa hưởng ngoại hình Hoa Nam của mẹ mình, với vóc dáng nhỏ bé và nước da ngăm đen; ông có bộ ria mép rậm, râu thưa và đôi mắt sáng, thông minh. Tuy nhiên, ông không khỏe mạnh về thể chất và thường xuyên đau ốm trong những năm cuối đời.

## Hoằng Trị trung hưng
Năm 1487, ngày 19 tháng 9, Minh Hiến Tông chết, thọ 41 tuổi. Thái tử Chu Hựu Đường khi ấy đã 17 tuổi lên ngôi kế vị, tức Hoằng Trị Đế (弘治帝). Hoàng đế là người nhân từ, thông minh và kiên định. Thời kỳ trị vì của ông đã chấn hưng Đại Minh, dù thời gian không dài, nhưng cũng đủ để các sử gia tán thưởng gọi là Hoằng Trị trung hưng.

### Cắt giảm quan liêu
Khi Hoằng Trị lên ngôi phải đối mặt với cục diện vô cùng hỗn loạn, do khi vua cha tại vị trọng dụng hoạn quan và nịnh thần nên đã xảy ra hiện tượng "nhiều người nhưng thiếu người tài". Để chấn hưng đế nghiệp, làm trong sạch chính trị, ông đã tiến hành chỉnh đốn quyết liệt về nhân sự, bãi bỏ những quan lại không có năng lực, nghiêm trị những gian thần triều trước như thái giám Lương Phương, Lễ bộ hữu thị lang Lý Tỉnh, tước bỏ chức danh của hơn 3000 tăng lữ, nghệ nhân Phật giáo, Đạo giáo. Bên cạnh đó, họ hàng thân thích của Vạn Quý phi, bao gồm cả Vạn An - người đang nắm quyền lớn trong triều, cũng bị ông cách hết chức tước. Trong quá trình thanh trừ, Hoằng Trị chú ý tới phương thức tiến hành để không giết oan người vô tội, ông chỉ ra lệnh chém đầu duy nhất 1 người là yêu tăng Kế Nghiêu.
Nỗ lực làm trong sạch bộ máy nhà nước của Hoằng Trị được ghi chép lại bởi Choe Bu, một quan chức đến từ nước Triều Tiên. Vào mùa xuân năm 1488, Choe Bu cùng một nhóm người Triều Tiên bị đắm thuyền trên bờ biển Phúc Kiến và được nhà Minh hỗ trợ để đưa trở về Triều Tiên, thông qua Đại Vận Hà. Khi đang trên đường trở về, Choe liên tục chứng kiến nhiều tàu thuyền đi qua theo hướng ngược lại về phía nam, trên thuyền chở rất nhiều quan lại từ Bắc Kinh. Khi Choe hỏi chuyện gì đang diễn ra, ông ta được giải thích rằng tân hoàng đế nhà Minh đang gạt bỏ khỏi triều đình các quan lại tham nhũng và không đủ năng lực, cho trả về quê quán, nhưng đây là thiện chí tốt đẹp của hoàng đế bằng cách cung cấp thuyền tốt và cho tất cả bọn họ một lối đi an toàn, thoải mái để trở về quê nhà.

### Cải cách bộ máy triều đình
Hàng loạt những hành động thẳng tay cách chức của Hoằng Trị đã thổi sạch những ô uế trong nền chính trị nhà Minh, điều này có tác dụng quét sạch những trở ngại trên con đường cải cách chính trị toàn diện của ông. Cùng với đó, Hoằng Trị bắt đầu trọng dụng hiền tài. Tháng 3 năm 1492, ông hạ lệnh ghi chép lại họ tên toàn bộ văn võ đại thần ở hai kinh thuộc hai bộ Lại, Binh và các quan từ cấp trấn thủ trong ngoài tri phủ trở lên, rồi dán lên tường ở Văn Hóa điện, hễ ai thuyên chuyển thì sửa đổi ngay. Ông còn nhiều lần đề xuất với Lại bộ, Đô sát viện về tiêu chuẩn đề bạt và bãi miễn quan lại dựa vào việc xem xét thành tích của họ. Bộ máy triều đình dần được cải thiện và xuất hiện nhiều danh thần, hình thành hiện trạng "triều đa quân tử". Đây là một nền tảng quan trọng giúp chính sự thời Hoằng Trị luôn vận hành tốt. Suốt thời gian ông trị vì, mọi chính sách giúp dân giàu nước mạnh luôn được quán triệt, để làm được điều này cũng là nhờ xung quanh ông có rất nhiều đại thần tài năng và hết mực trung thành, trong đó người ông tín nhiệm nhất là Vương Thứ và Mã Văn Thăng.
Ngay khi kế vị, Hoằng Trị đế cho thiết lập Nội các của mình theo tư tưởng Nho giáo truyền thống, bản thân Hoàng đế thì biểu hiện mình là một vị quân chủ chăm chỉ siêng năng. Hoàng đế giám sát hết các công việc của triều đình, giảm thuế và giảm chi tiêu của triều đình và khôn ngoan khi lựa chọn các vị thượng thư. Nhiều cá nhân như Lưu Kiện, Tạ Khiêm và Lý Đông Dương cùng làm việc siêng năng với Hoàng đế, tạo ra một bầu không khí hiếm thấy về sự hợp tác giữa quân thần trong triều đình. Thêm nữa, Hoàng đế hay khuyến khích thần tử đứng ra tấu báo về tất cả sự kiện, thậm chí chịu cả lời chỉ trích nhắm thẳng vào bản thân nhà vua. Điều này góp phần tạo ra một nền chính trị trong sạch và thổi một luồng không khí mới vào trong triều đình nhà Minh. Những việc hoạn quan can chính trong các triều đại trước không xuất hiện thời Hoằng Trị, các hoạn quan chỉ giữ vai trò gia nô của thiên tử dưới thời ông hơn là nắm giữ các công việc quan trọng của triều đình. Nhờ những việc này, dân sinh được tiếp tục phát triển.
Hoằng Trị còn khuyến khích các triều thần tự do bày tỏ ý kiến, trong triều không chỉ xuất hiện cục diện quan lại sôi nổi dâng sớ, mà ngay cả thái học sinh vẫn chưa làm quan cũng dâng sớ nêu ý kiến. Ngoài việc lên ngự triều vào buổi sáng như thường lệ, vua còn thường xuyên lên điện triệu kiến các đại thần, đọc tấu chương, hạ chỉ lệnh, hơn nữa còn tăng thêm ngự triều vào buổi trưa, hàng ngày ở Tả thuận môn tiếp kiến các đại thần, lắng nghe kiến giải của họ về chính sự, từ đó đưa ra rất nhiều quyết sách quan trọng. Hành động khiêm tốn lắng nghe ý kiến của ông đã khích lệ quần thần tự tin hơn trong việc bày tỏ quan điểm của mình, và ông thường tập trung ý kiến hữu ích rồi mới đưa ra quyết định và phương án giải quyết vấn đề, từ đó đẩy mạnh cải cách chính trị.
Trước và sau năm 1489, Hoằng Trị cũng đã mắc một số sai lầm trong việc quản lí triều chính như để đại thần Lưu Cát lạm dụng hình ngục, bức hại nhiều viên quan chính trực; tín nhiệm thái giám Lý Quảng, bắt đầu luyện thuật lập đàn tế. Nhưng may mắn là ông nhanh chóng tỉnh ngộ, và đã tự kiểm điểm lại bản thân, phấn chấn trở lại, việc triều chính một lần nữa chuyển biến tốt đẹp.

### Đối phó thiên tai và tình hình kinh tế

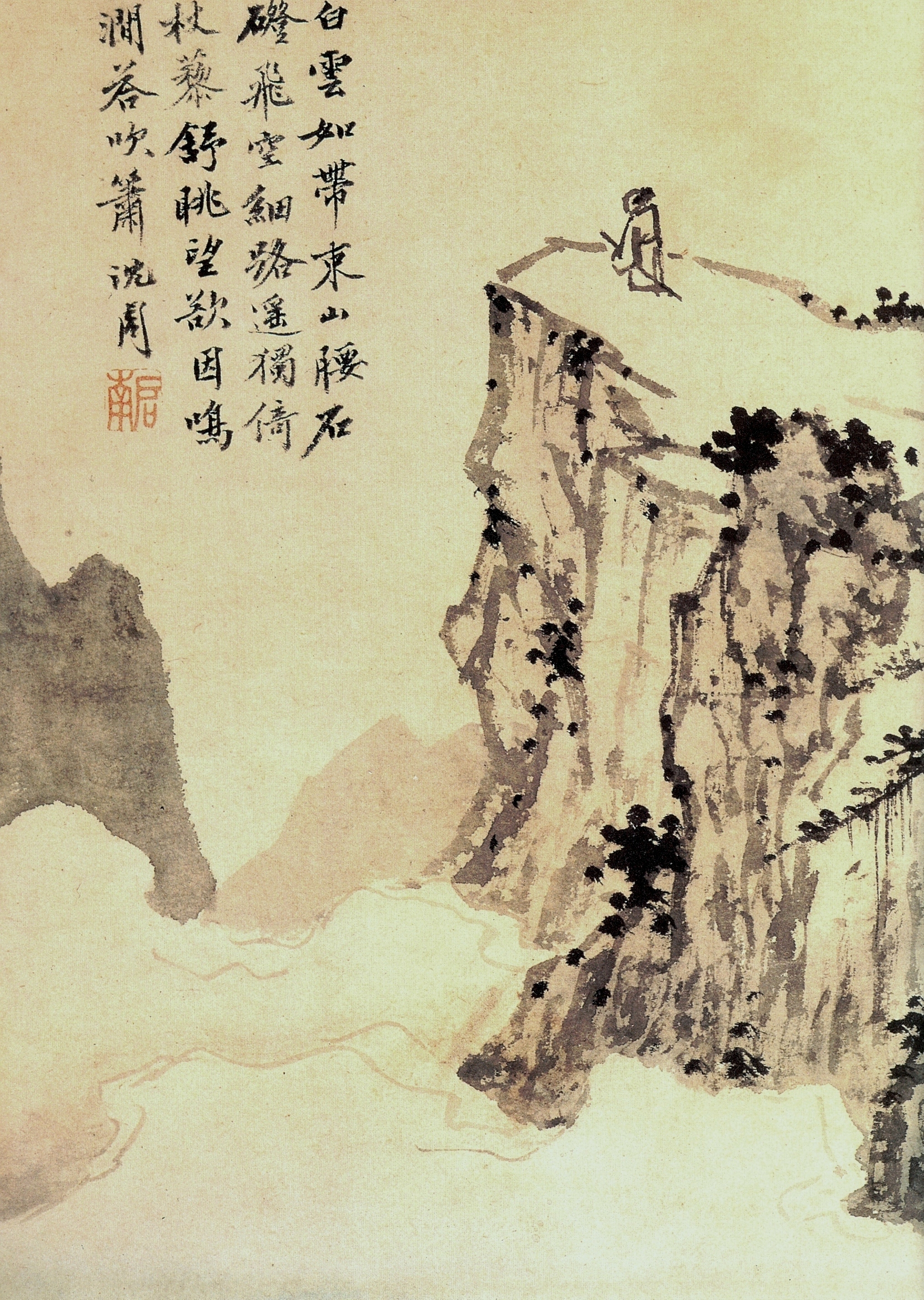
Chi tiết bức tranh Thi sĩ trên đỉnh núi của Thẩm Châu (1427–1509), mực trên giấy. Bức tranh được trưng bày ở bảo tàng Nghệ thuật Nelson-Atkins, Thành phố Kansas, Missouri. Hoa Kỳ.

Để cải cách, Hoằng Trị không tiến hành thay đổi đột ngột chế độ tô thuế của dân, mà đã làm một số việc tốt để giảm bớt gánh nặng cho dân, chủ yếu là miễn giảm thuế má cho những vùng bị thiên tai. Năm 1490, ông miễn giảm thuế lương thực cho Hà Nam khi vùng đất này bị thiên tai, và từ đó về sau, những yêu cầu miễn giảm thuế do ảnh hưởng thiên tai hàng năm hầu như đều được ông phê duyệt. Trong thời Hoằng Trị, Trung Hoa đã trải qua nhiều thảm họa thiên nhiên, đặc biệt là vào cuối những năm 1490. Vào những năm 1480, một trận hạn hán nghiêm trọng đã xảy ra, tiếp theo là lũ lụt ở miền bắc Trung Quốc vào đầu những năm 1490, với một trận lụt đặc biệt tàn khốc vào năm 1492. Kết quả là, hoàng đế đã miễn thuế cho 3,5 triệu tấn lúa mì. Lũ lụt trên sông Hoàng Hà, vốn đã diễn ra từ cuối những năm 1480, đã khiến đập ở Sơn Đông bị vỡ, dẫn đến sự tàn phá trên diện rộng. Vào năm 1493, Hoằng Trị giao nhiệm vụ định tuyến sông cho Lưu Đại Hạ, cuối cùng tìm ra giải pháp cho vấn đề này. Ông đã tranh thủ sự giúp đỡ của các chính quyền địa phương và điều tiết thành công dòng sông từ Khai Phong, chuyển hướng dòng chảy chính về phía đông nam đến Tô Châu ở phía bắc Giang Tô và sau đó qua lòng sông Hoài, ngăn chặn hiệu quả lũ lụt trong tương lai ở Sơn Đông. Dự án có sự tham gia của 120.000 người và mất hai năm để hoàn thành. Thành công của Lưu Đại Hạ đã mang lại cho ông một vị trí trong triều và sự tin dùng của hoàng đế, dẫn đến việc ông được thăng chức về sau. Ông trở thành một cận thần đáng tin cậy của hoàng đế trong những năm cuối thời Hoằng Trị.
Bất chấp những thách thức của hạn hán, lũ lụt và mất mùa, nền kinh tế vẫn phát triển mạnh mẽ dưới thời Hoằng Trị. Tuy nhiên, đất đai ngày càng tập trung vào tay những người có quyền lực, đặc biệt là ở các thành thị lớn, bắt đầu từ giữa thế kỷ 15. Trong khi hoàng đế giảm bớt quan hệ triều cống với các nước chư hầu Đông Nam Á, thương mại tư nhân với khu vực này lại phát triển mạnh mẽ do thiếu sự thực thi của triều đình.
Tại Tô Châu, các gia đình giàu có bắt đầu cạnh tranh với giới quý tộc trong việc bảo trợ nghệ thuật, dẫn đến sự phát triển mạnh mẽ của Ngô môn họa phái (吴门画派), bao gồm các họa sĩ nổi tiếng như Thẩm Châu, Văn Trưng Minh, Đường Dần và Cừu Anh. Đại thần Lý Đông Dương có ảnh hưởng lớn trong lĩnh vực hội họa, thư pháp và thơ ca, và bản thân hoàng đế cũng là người bảo trợ cho Thẩm Độ (沈度) và các họa sĩ triều đình khác, chẳng hạn như Lữ Ký.

### Huy động quân sự

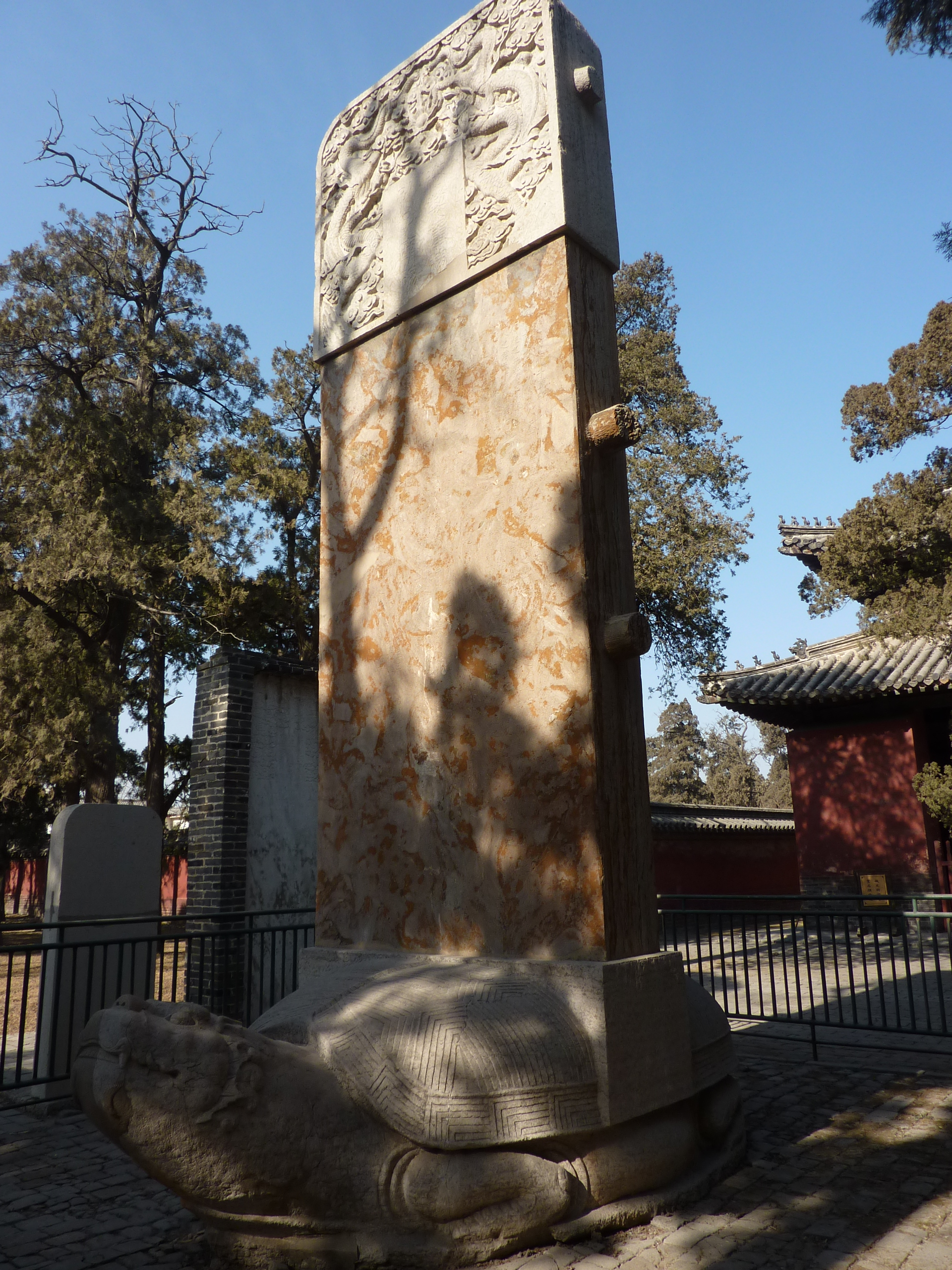
Một bia đá có chữ khắc của Minh Hiếu Tông liên quan đến việc sửa chữa Khổng miếu, Khúc Phụ năm 1504 (năm Hoằng Trị thứ 17)

Hoằng Trị có lẽ là vị hoàng đế nhà Minh đầu tiên không mưu cầu vinh quang quân sự hay cố gắng sánh ngang với những vị vua tiền nhiệm. Ông tự coi mình là một nhà cai trị theo Nho giáo, cố gắng giành được ưu thế so với các quốc gia láng giềng thông qua đức hạnh hơn là vũ lực, và do đó, ông thường tránh các hành động hung hăng với các nước láng giềng. Các chiến dịch quân sự đáng chú ý duy nhất trong thời gian trị vì của ông là cuộc viễn chinh đến Hami năm 1495 và việc đàn áp một số cuộc nổi loạn nhỏ trong nước. Ông đã cân nhắc một cuộc viễn chinh tiềm năng đến biên giới phía bắc, nhưng cuối cùng đã bị các đại thần của mình can ngăn.
Ngược lại với cuối thời Thành Hóa, khi quân đồn trú Bắc Kinh, bao gồm cả mười hai đội quân huấn luyện, do hoạn quan chỉ huy, Hoằng Trị đã trao quyền chỉ huy cho các quan lại vào năm 1487 và quyền chỉ huy chung cho Mã Văn Thăng, một đại thần có nhiều kinh nghiệm chỉ huy quân đội ở biên giới phía bắc. Năm 1501, bộ lạc Thát Đát ở Mông Cổ nổi dậy chống lại triều Minh, đã dẫn hàng vạn kỵ binh từ Hoa Mã Trì, Diên Trì thẳng tiến đến Cố Nguyên, Ninh Hạ; sự việc khiến cho Hoằng Trị đế vô cùng lo lắng. Để tăng cường lực lượng quân sự, năm 1502, vua phong Lưu Đại Hạ làm Binh bộ thượng thư, phụ trách chỉnh đốn quân sự, đồng thời phái 10 vạn quân đàn áp mới đuổi được quân Thát Đát.
Dưới thời Hoằng Trị, sự bất ổn tiếp tục hoành hành ở khu vực phía tây nam. Một trong những biến động đáng kể nhất vào cuối thế kỷ 15 là cuộc nổi loạn do một người phụ nữ tên là Mễ Lộ thuộc bộ tộc người Lô Lô lãnh đạo, diễn ra ở Quý Châu và Vân Nam từ năm 1499 đến năm 1502. Việc đàn áp cuộc nổi loạn này đòi hỏi phải huy động quân đội từ bốn tỉnh và 80.000 thành viên của các bộ lạc địa phương.
Cuộc nổi loạn của người Lê ở Hải Nam từ năm 1500 đến năm 1503 là một sự kiện quan trọng. Cuộc nổi loạn này bùng phát do sự lạm quyền của các quan lại người Hán và do các thủ lĩnh bộ lạc lãnh đạo, dẫn đến việc quân nổi dậy từ các vùng núi nội địa tấn công cư dân ở vùng đồng bằng ven biển. Trong khi triều đình đang tranh luận về phương án tốt nhất, Phong Vũ, một thượng thư của Bộ Doanh thu, người Hán gốc Hải Nam, đã đề xuất đặt chính quyền địa phương dưới sự kiểm soát của các tù trưởng người Lê thay vì người Hán, vốn là thông lệ cho đến thời Thành Hóa. Mặc dù đề xuất đã được chấp thuận, nhưng cuộc nổi loạn cuối cùng đã bị dập tắt bằng vũ lực, dẫn đến tổn thất nặng nề cho cả quân triều đình.
Trong các cuộc thảo luận về cách tiếp cận hiệu quả nhất để đối phó với các bộ lạc không phải người Hán, các quan từ các khu vực bị ảnh hưởng thường ủng hộ chính sách cai trị gián tiếp bằng cách trao danh hiệu và cấp bậc cho các tù trưởng bản địa, thay vì thực hiện một chính quyền quan liêu hoàn toàn của Trung Quốc.
Trong cuối thời kỳ nắm quyền, Hoằng Trị hoàng đế dốc hết tâm huyết để làm trong sạch chính sự, chấn hưng đất nước. Tuy nhiên Hoằng Trị đế vẫn không thể dẹp hết được nạn tham ô trầm trọng, tính chất hủ bại lười biếng sợ việc của tập đoàn quan liêu nhà Minh đã có từ lâu đời cũng như bất lực khi phải đối phó với nạn cướp biển Nhật Bản bắt đầu trỗi dậy dọc bờ biển phía đông.

## Qua đời
Năm 1505, Hoằng Trị lâm bệnh nặng và qua đời vào ngày 8 tháng 6 ở tuổi 36. Ông được dâng miếu hiệu là Hiếu Tông (孝宗), thụy hiệu là Kiến Thiên Minh Đạo Thành Thuần Trung Chính Thánh Văn Thần Vũ Chí Nhân Đại Đức Kính Hoàng đế (建天明道誠純中正聖文神武至仁大德敬皇帝), được an táng ở Thái lăng (泰陵).

## Nhận định
Minh sử ghi nhận Hoằng Trị là một trong những vị quân chủ đáng kính trong số mười sáu vị hoàng đế nhà Minh, trong số đó chỉ có Minh Nhân Tông, Minh Tuyên Tông và ông được coi là xứng đáng được công nhận bên cạnh các hoàng đế Minh Thái Tổ và Minh Thành Tổ. Dưới triều đại của ông, việc phòng thủ biên giới được tăng cường, việc quản lý thuế được cải thiện, và tinh thần cởi mở và hợp tác được thúc đẩy giữa vua và tôi.
Thời Hoằng Trị theo truyền thống được coi là thời kỳ quan hệ hài hòa giữa hoàng đế và triều thần. Các học giả Nho giáo ca ngợi ông là một vị vua mẫu mực và giảm nhẹ những khuyết điểm của ông, đặc biệt là sự thiên vị của ông đối với Trương hoàng hậu và những người thân không xứng đáng của bà. Hoàng đế tích cực khuyên bảo các quan lại, dẫn đến mối quan hệ được cải thiện với họ. Tuy nhiên, không có thay đổi nào được thực hiện đối với cơ cấu của các chức vụ cao nhất, tạo điều kiện cho sự gia tăng nhanh chóng của việc lạm dụng quyền lực của hoạn quan dưới thời các hoàng đế Minh Vũ Tông và Minh Thế Tông sau đó.

## Chung tình
Mặc dù là thân cửu ngũ chí tôn và được quyền có cho mình Tam cung Lục viện nhưng Hoằng Trị Đế lại chỉ có duy nhất một người vợ là Hiếu Thành Kính Hoàng hậu Trương thị. Trương Hoàng hậu trở thành vợ của Hoằng Trị Đế từ năm 1487, khi ông vẫn đang là Hoàng thái tử. Sau khi lên ngôi, Hoằng Trị Đế cũng không lập thêm thê thiếp nào mà chỉ chung tình với Hoàng hậu, mặc kệ cho quan lại dâng tấu khẩn cầu như thế nào đi chăng nữa. Thực ra trong lịch sử Trung Quốc cũng có một vài vị Hoàng đế khác cũng được xem là rất chung tình với vợ mình tuy nhiên họ chỉ chung tình một cách tương đối vì ngoại trừ người vợ chính thức (Hoàng hậu) mà những vị Hoàng đế đó hết lòng yêu thương ra thì còn có vài phi tần, cung phi lẻ khác như Hán Tuyên Đế, Tùy Văn Đế, Minh Thái Tổ,...chứ nếu chiếu theo quan điểm chung tình theo đúng nghĩa đen một cách tuyệt đối của thời hiện đại ngày nay thì trong lịch sử Trung Quốc chỉ có duy nhất một vị Hoàng đế "ứng nghiệm" mà thôi và vị Hoàng đế đó chính là Hoàng đế Minh Hiếu Tông. Ngoài ra thì còn có Hoàng đế Tây Ngụy Phế Đế của nhà Tây Ngụy cũng được xem là chỉ chung tình với một người vợ duy nhất tuy nhiên cũng có thể do vị Hoàng đế này sợ uy lực của người cha vợ đang áp đảo triều đình Tây Ngụy lúc đó nên không dám có thêm vợ, suy ra thì Hoàng đế Minh Hiếu Tông là Hoàng đế chung tình theo đúng nghĩa đen duy nhất trong lịch sử Trung Quốc với tư cách hoàn toàn tự nguyện.
Theo quy định của nhà Minh, Hoàng đế và Hoàng hậu hay bất cứ phi tần nào cũng không được ngủ cùng nhau suốt đêm. Mỗi lần Hoàng đế lâm hạnh xong, các phi tần phải lập tức trở về cung của mình, nhưng chỉ có Hoằng Trị Đế và Hoàng hậu của ông là vẫn ân ái, duy trì những thói quen sinh hoạt hàng ngày như những cặp vợ chồng bình thường.
Theo sử sách ghi lại, có một lần Trương Hoàng hậu bị sưng miệng, Hoằng Trị Đế đã tự tay bưng nước, truyền thuốc cho bà. Thậm chí, ông còn không dám ho vì sợ làm phiền bà nghỉ ngơi. Trong thời phong kiến, dù là một người chồng bình thường thì việc đối xử với vợ như vậy đã là chuyện hiếm có, huống chi là bậc cửu ngũ chí tôn. Không chỉ vậy, ông vua này còn dành đãi ngộ đặc biệt cho gia đình Trương Hoàng hậu. Khi lập hậu được 4 năm, phụ thân Trương Hoàng hậu là Trương Loan được phong bá, khi chết đi được truy phong là Xương Quốc công. Hai em trai của Hoàng hậu là Trương Hạc Linh được phong là Thọ Ninh Hầu và Trương Diên Linh phong Xương Hầu.
Thậm chí, theo một số sử sách ghi lại, Trương Hoàng hậu trước mặt Hoàng đế còn tự xưng "ta" rất tự nhiên chứ không nhún nhường xưng "thần thiếp" như các phi tần khác. Cuộc sống êm ấm, hạnh phúc của Hoằng Trị Đế và Trương Hoàng hậu cứ bình lặng trôi qua. Họ có chung với nhau 2 người con trai và một con gái.
Tuy nhiên, Hoằng Trị từng mắc một số sai lầm nghiêm trọng do thiếu nhất quán trong việc thanh trừ và trừng phạt hoàng thân quốc thích không chấp hành theo pháp luật, mà người gây trở ngại là Trương hoàng hậu. Năm 1505, anh em của Trương thị là quốc cữu đã bị Hộ bộ chủ sự Lý Mộng Dương vạch trần tội ác. Hoằng Trị sợ làm mất thể diện của Trương hoàng hậu, đã giam Lý Mộng Dương vào ngục, song các triều thần đã đua nhau dâng sớ xin tha cho ông ta, Sau đó, vua nghĩ lại, thấy bản thân đã quá nhân nhượng với khuyết điểm của người nhà Trương hoàng hậu, nên cuối cùng đã thả Lý Mộng Dương và trách mắng răn dạy anh em Trương thị.

## Các thủ phụ
- Lưu Cát
- Từ Phổ
- Lưu Kiện
- Khâu Tuấn
- Lý Đông Dương
- Tạ Thiên
- Vương Thứ

## Gia quyến
- Cha: Minh Hiến Tông Chu Kiến Thâm.
- Mẹ: Hiếu Mục Hoàng hậu Kỷ thị (孝穆皇后紀氏; ? - 1475), xuất thân hàn vi, nhan sắc của nàng khiến hoàng đế mê mẩn không rời, phong làm Thục phi (淑妃). Thụy hiệu ban đầu là Cung Khác Trang Hy Thục phi (恭恪莊僖淑妃). Sau Minh Hiếu Tông lên ngôi, truy phong thụy hiệu là Hiếu Mục Từ Tuệ Cung Khác Trang Hi Sùng Thiên Thừa Thánh Hoàng hậu (孝穆慈慧恭恪莊僖崇天承聖皇后).
- Hậu cung:

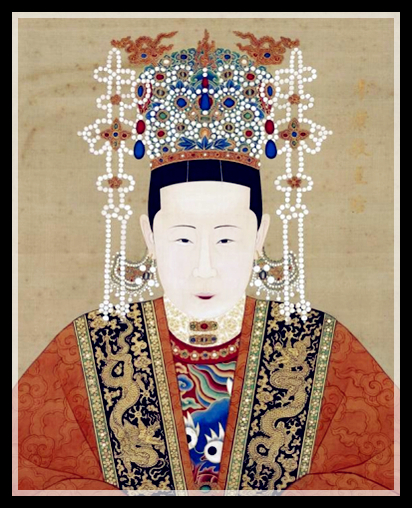
Hiếu Thành Kính Hoàng hậu Trương thị

1. Hiếu Thành Kính Hoàng hậu Trương thị (孝成敬皇后张氏, 1471 - 1541), người Kim Hà, cha là họ Trương, mẹ là Thạch phu nhân. Năm 1487, tuyển làm Thái tử phi, khi Thái tử Chu Hựu Đường đăng cơ, lập bà làm Hoàng hậu duy nhất, không nạp phi tần. Vợ chồng hòa thuận, đối đãi nhau như phu phụ trong dân gian.

- Con:

1. Chu Hậu Chiếu (朱厚照), tức Vũ Tông Nghị Hoàng đế (武宗毅皇帝).
2. Thái Khang Công chúa (太康公主); 15 tháng 2, 1494 - 1 tháng 10, 1498;[23][24] tên là Chu Tú Vinh (朱秀榮), rất được Hiếu Tông yêu quý nhưng chết yểu, Hiếu Tông đau buồn khôn nguôi.
3. Chu Hậu Vĩ (朱厚煒); 1 tháng 1, 1495 - 9 tháng 3, 1496; chết yểu, truy tặng Uất Điệu vương (蔚悼王).